# Internationale Händel-Festspiele Göttingen

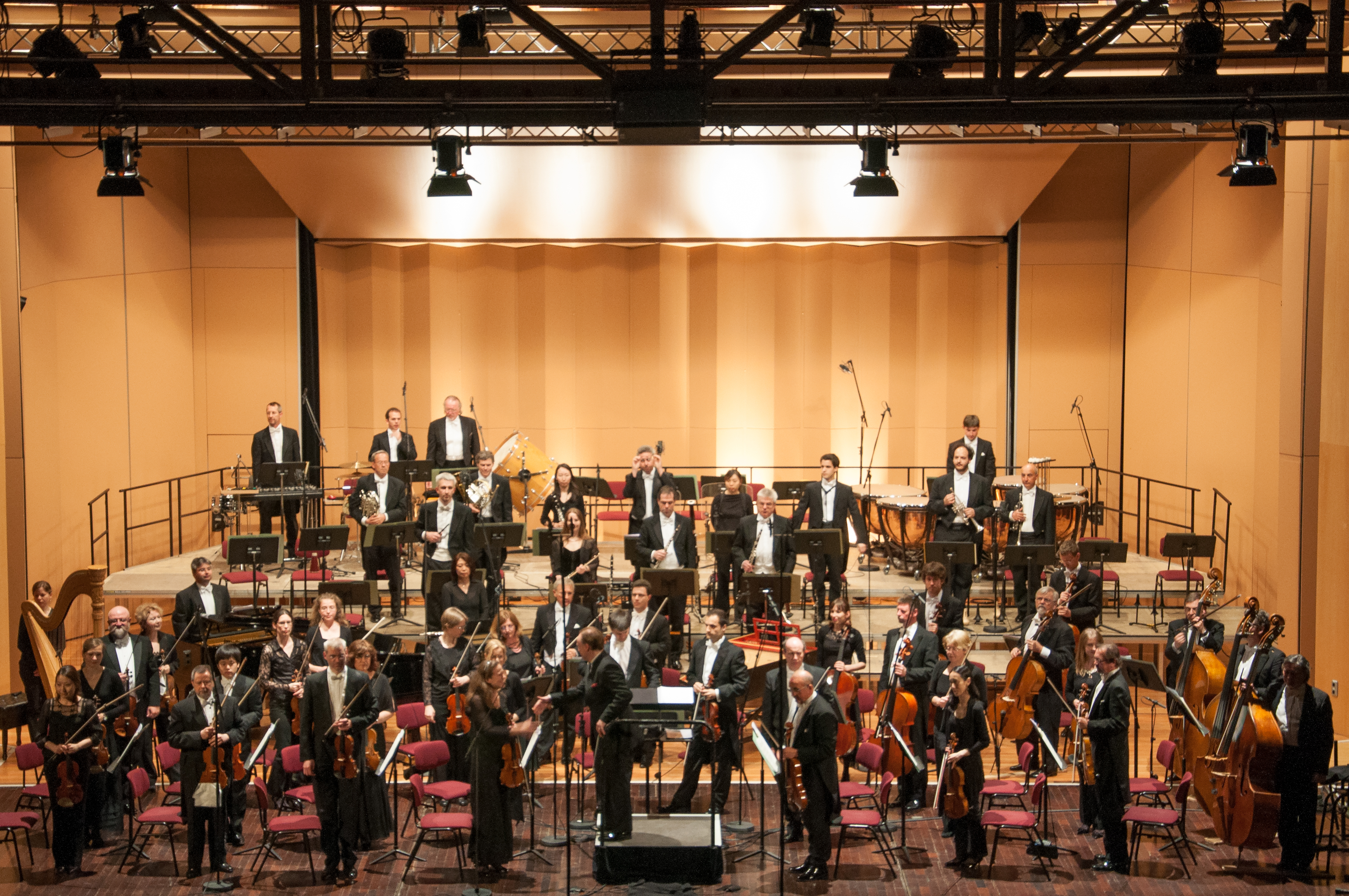
Göttinger Symphonieorchester bei den Internationalen Händel-Festspielen Göttingen 2013

Die Internationalen Händel-Festspiele Göttingen sind das weltweit älteste Festival für Alte Musik. Sie finden seit 1920 jährlich in Göttingen statt, dauern zwölf Tage und hatten 22.000 Besucher (2010). Intendant ist seit 2021 Jochen Schäfsmeier.

## Geschichte
Die Bühnenwerke Georg Friedrich Händels waren in Vergessenheit geraten, als die Inszenierung seiner Oper Rodelinda durch Oskar Hagen unter Mitwirkung der Akademischen Orchestervereinigung Göttingens am 26. Juni 1920 in Göttingen nicht nur der Beginn der Festspiele war, sondern viele Aufführungen seiner Opern in ganz Deutschland auslöste; ihre Beliebtheit dauert seitdem bis heute an. Oberspielleiter von 1922 bis 1928 und von 1935 bis 1938 war Hanns Niedecken-Gebhard. Dominiert wurden die Festspiele von 1934 bis 1953 vom Dirigenten Fritz Lehmann.
Veranstalter der Festspiele war anfangs der Universitätsbund, nach 1924 die Händel-Festspiel-Gemeinde, von 1931 bis 2007 die Göttinger Händel-Gesellschaft e. V. und ist seit 2008 die Internationale Händel-Festspiele Göttingen GmbH. Neben der Göttinger Händel-Gesellschaft e. V. und der Stiftung Internationale Händel-Festspiele Göttingen fördern die Europäische Union, die Bundesrepublik Deutschland, das Land Niedersachsen, die Stadt Göttingen und der Landkreis Göttingen die Festspiele finanziell.
2025 wird ein Mitschnitt der Festspieloper Tamerlano als Open-Air-Kino gezeigt. Darüber hinaus werden ausgewählte Inhalte kostenfrei auf dem Händel-Channel online zur Verfügung gestellt. Und auch im Radio werden die Händel-Festspiele auf NDR Kultur zu erleben sein.
Spielstätten der Internationalen Händel-Festspiele Göttingen sind unter anderen die Stadthalle Göttingen und die Aula der Georg-August-Universität.

## Opernproduktionen
- 2012: Amadigi di Gaula
- 2013: Siroe, Re die Persia
- 2014: Faramondo
- 2015: Aggripina
- 2016: Imeneo
- 2017: Lotario
- 2018: Arminio
- 2019: Rodrigo
- 2021: Rodelinda
- 2022: Giulio Cesare
- 2023: Semele in szenischer Aufführung
- 2024: Sarrasine
- 2025: Tamerlano

## Künstlerische Leiter
- 1934–1953: Fritz Lehmann
- 1960–1980: Günther Weißenborn
- 1981–1990: John Eliot Gardiner
- 1991–2011: Nicholas McGegan[1][8]
- 2012–2021: Laurence Cummings[9][10]
- Seit 2021/22: George Petrou[11]